# Uvaria cabindensis
Uvaria cabindensis är en kirimojaväxtart som beskrevs av Arthur Wallis Exell. Uvaria cabindensis ingår i släktet Uvaria och familjen kirimojaväxter. Inga underarter finns listade i Catalogue of Life.